# Masters de Indian Wells 2013
El BNP Paribas Open 2013 fue un torneo de tenis ATP World Tour Masters 1000 en su rama masculina y WTA Premier Mandatory en la femenina. Se disputó en Indian Wells (Estados Unidos), en las canchas duras del complejo Indian Wells Tennis Garden, entre el 4 y el 17 de marzo de ese año.
Junto al Masters de Miami, el Masters de Indian Wells cierra la primera etapa de la temporada de cemento, previa a los torneos de tierra batida y a Roland Garros.

## Puntos y premios en efectivo

### Distribución de puntos
| Evento                  | G    | F   | SF  | CF  | Ronda de 16 | Ronda de 32 | Ronda de 64 | Ronda de 128 | Q  | Q2 | Q1 |
| Individuales masculinos | 1000 | 600 | 360 | 180 | 90          | 45          | 25          | 10           | 16 | 8  | 0  |
| Dobles masculinos       | 1000 | 600 | 360 | 180 | 90          | 45          | 0           | —            | —  | —  | —  |
| Individuales femeninos  | 1000 | 700 | 450 | 250 | 140         | 80          | 50          | 5            | 30 | 20 | 1  |
| Dobles femeninos        | 1000 | 700 | 450 | 250 | 140         | 80          | 5           | —            | —  | —  | —  |

### Premios en efectivo
El BNP Paribas Open del 2013 ha tenido un cambio significante en los premios en efectivo respecto a la edición anterior, con todos los jugadores compitiendo por $5,244,125.
| Evento                  | G        | F        | SF       | CF       | Ronda de 16 | Ronda de 32 | Ronda de 64 | Ronda de 128 | Q2    | Q1    |
| Individuales masculinos | $1 000   | $500 000 | $225 000 | $104 000 | $52 000     | $26 000     | $16 000     | $11 000      | $2515 | $1285 |
| Individuales memeninos  | $1 000   | $500 000 | $225 000 | $104 000 | $52 000     | $26 000     | $16 000     | $11 000      | $2515 | $1285 |
| Dobles masculinos       | $245 000 | $125 492 | $63 220  | $32 220  | $16 993     | $9102       | $0          | —            | —     | —     |
| Dobles femeninos        | $245 000 | $125 492 | $63 220  | $32 220  | $16 993     | $9102       | $0          | —            | —     | —     |

## Cabezas de serie

### Individuales masculinos
| Tenista               | Ranking | Preclasificado |
| Novak Djokovic        | 1       | 1              |
| Roger Federer         | 2       | 2              |
| Andy Murray           | 3       | 3              |
| David Ferrer          | 4       | 4              |
| Rafael Nadal          | 5       | 5              |
| Tomáš Berdych         | 6       | 6              |
| Juan Martín del Potro | 7       | 7              |
| Jo-Wilfried Tsonga    | 8       | 8              |
| Janko Tipsarević      | 9       | 9              |
| Richard Gasquet       | 10      | 10             |
| Marin Čilić           | 11      | 11             |
| Nicolás Almagro       | 12      | 12             |
| Gilles Simon          | 13      | 13             |
| Juan Mónaco           | 14      | 14             |
| John Isner            | 15      | 15             |
| Kei Nishikori         | 16      | 16             |
| Milos Raonic          | 17      | 17             |
| Stanislas Wawrinka    | 18      | 18             |
| Tommy Haas            | 19      | 19             |
| Andreas Seppi         | 20      | 20             |
| Philipp Kohlschreiber | 21      | 21             |
| Alexandr Dolgopolov   | 22      | 22             |
| Sam Querrey           | 23      | 23             |
| Fernando Verdasco     | 24      | 24             |
| Jeremy Chardy         | 25      | 25             |
| Jerzy Janowicz        | 26      | 26             |
| Martin Klizan         | 27      | 27             |
| Florian Mayer         | 28      | 28             |
| Kevin Anderson        | 29      | 29             |
| Julien Benneteau      | 30      | 30             |
| Mijaíl Yuzhny         | 31      | 31             |
| Mardy Fish            | 32      | 32             |

### Dobles masculinos
| Tenistas                                 | Ranking | Preclasificada |
| Bob Bryan / Mike Bryan                   | 2       | 1              |
| Marcel Granollers / Marc López           | 7       | 2              |
| Mahesh Bhupathi / Daniel Nestor          | 16      | 3              |
| Max Mirnyi / Horia Tecău                 | 16      | 4              |
| Robert Lindstedt / Nenad Zimonjić        | 27      | 5              |
| Aisam-ul-Haq Qureshi / Jean-Julien Rojer | 27      | 6              |
| Jürgen Melzer / Leander Paes             | 36      | 7              |
| Mariusz Fyrstenberg / Marcin Matkowski   | 37      | 8              |

### Individuales femeninos
| Tenista                   | Ranking | Preclasificada |
| Victoria Azarenka         | 2       | 1              |
| María Sharápova           | 3       | 2              |
| Agnieszka Radwańska       | 4       | 3              |
| Angelique Kerber          | 6       | 4              |
| Petra Kvitová             | 7       | 5              |
| Sara Errani               | 8       | 6              |
| Samantha Stosur           | 9       | 7              |
| Caroline Wozniacki        | 10      | 8              |
| Marion Bartoli            | 11      | 9              |
| Nadia Petrova             | 12      | 10             |
| Ana Ivanovic              | 13      | 11             |
| Dominika Cibulková        | 14      | 12             |
| Maria Kirilenko           | 15      | 13             |
| Roberta Vinci             | 16      | 14             |
| Sloane Stephens           | 17      | 15             |
| Lucie Šafářová            | 18      | 16             |
| Yekaterina Makarova       | 19      | 17             |
| Jelena Janković           | 21      | 18             |
| Klára Zakopalová          | 22      | 19             |
| Hsieh Su-wei              | 23      | 20             |
| Julia Görges              | 24      | 21             |
| Varvara Lepchenko         | 25      | 22             |
| Tamira Paszek             | 26      | 23             |
| Mona Barthel              | 27      | 24             |
| Carla Suárez Navarro      | 28      | 25             |
| Anastasiya Pavliuchenkova | 29      | 26             |
| Sorana Cirstea            | 30      | 27             |
| Kirsten Flipkens          | 31      | 28             |
| Yelena Vesnina            | 32      | 29             |
| Yanina Wickmayer          | 33      | 30             |
| Yaroslava Shvedova        | 34      | 31             |
| Shuai Peng                | 35      | 32             |

#### Otras jugadoras
Las siguientes jugadoras recibieron una invitación al cuadro principal:
- Kimiko Date-Krumm
- Madison Keys
- Bethanie Mattek-Sands
- Kristina Mladenovic
- Melanie Oudin
- Shahar Pe'er
- María Sánchez
- Taylor Townsend

Las siguientes jugadoras ganaron su pase al cuadro principal desde la clasificación:
- Mallory Burdette
- Casey Dellacqua
- Stéphanie Foretz Gacon
- Sesil Karatantcheva
- Michelle Larcher de Brito
- Mirjana Lučić
- Grace Min
- Garbiñe Muguruza
- Olga Puchkova
- Mónica Puig
- Elina Svitolina
- Lesia Tsurenko

#### Bajas del torneo
- Petra Cetkovská
- Kaia Kanepi
- Li Na
- Serena Williams (continúa el boicot al evento desde el 2001)
- Venus Williams (continúa el boicot al evento desde el 2001)
- Aleksandra Wozniak
- Sabine Lisicki
- Camila Giorgi
- Anna Tatishvili

### Dobles femeninos
| Tenista                                    | Ranking | Preclasificada |
| Sara Errani / Roberta Vinci                | 2       | 1              |
| Andrea Hlaváčková / Lucie Hradecka         | 9       | 2              |
| Nadia Petrova / Katarina Srebotnik         | 15      | 3              |
| Yekaterina Makarova / Yelena Vesnina       | 15      | 4              |
| Liezel Huber / María José Martínez Sánchez | 24      | 5              |
| Nuria Llagostera Vives / Jie Zheng         | 27      | 6              |
| Raquel Kops-Jones / Abigail Spears         | 31      | 7              |
| Bethanie Mattek-Sands / Sania Mirza        | 35      | 8              |

## Campeones

### Individuales masculinos
Rafael Nadal venció a   Juan Martín del Potro por 4-6, 6-3, 6-4

### Individuales femeninos
María Sharápova venció a  Caroline Wozniacki por 6-2, 6-2.

### Dobles masculinos
Bob Bryan /  Mike Bryan vencieron a  Treat Conrad Huey /  Jerzy Janowicz por 6-3, 3-6, [10-6]

### Dobles femenino
Yekaterina Makarova /  Yelena Vesnina derrotaron a  Nadia Petrova /  Katarina Srebotnik por 6-0, 5-7, [10-6]